# Polypedilum tridens
Polypedilum tridens är en tvåvingeart som beskrevs av Freeman 1955. Polypedilum tridens ingår i släktet Polypedilum och familjen fjädermyggor. Inga underarter finns listade i Catalogue of Life.